# 대림미술관

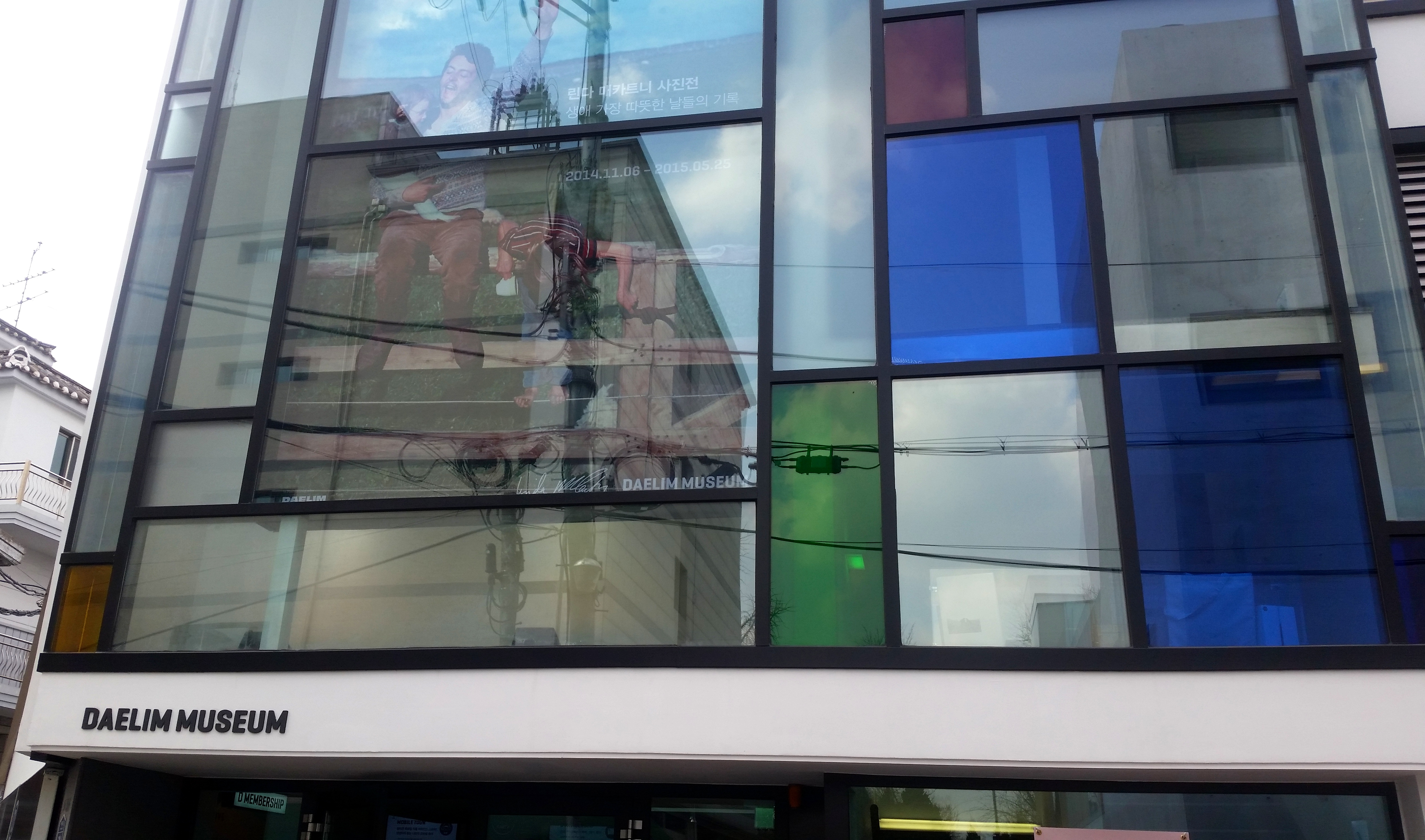

대림미술관 (Daelim Museum)은 서울특별시 종로구에 위치한 미술관 및 전시공간이다. 대림문화재단이 소유한 미술관 중 하나로 용산구 한남동에 분관인 디뮤지엄을 두고 있다. 1997년 대전광역시에 조성된 국내 최초 사진 전용 전시관 '한림미술관'을 2002년 서울로 이전하면서 출범하였다.
대림미술관은 '일상의 예술화'를 지향하고 있기에 주변에서 쉽게 발견할 수 있는 사물의 가치를 재조명하는 방식으로 전시 콘텐츠를 기획∙제작하며, 회화와 같은 순수 예술은 크게 취급하지 않고 있다. 주소는 서울특별시 종로구 자하문로4길 21번지이다.

## 역사
대림미술관은 대전광역시에 있었던 한림미술관을 모태로 한다. 1993년 8월 DL그룹이 대전 엑스포 개막과 함께 대전광역시청 앞에 '한림갤러리'라는 이름의 갤러리와 그 관리주체인 '한림문화센터'를 개관시켰으며, 1996년 10월에는 한림문화센터를 '대림문화재단'으로 재출범시키면서 한림갤러리도 한림미술관으로 바뀌었다. 1997년에는 국내 최초의 사진 전문 미술관으로 공식 출범하였다.
이후로는 서울로 전시장소를 이전하는 작업이 진행되었고, 2002년 5월 29일 지금의 종로구 통의동 자리로 옮겨 '대림미술관'이라는 이름으로 바꾸어 공식 재개관하였다. 미술관 자리에는 1967년에 지어진 주택이 있었으나 프랑스 건축가 뱅상 코르뉴와 장 폴 미당의 설계를 거쳐 전시 공간으로 재탄생했다. 2010년에는 연간 관람객수 60,000명을 기록했으며, 2015년 관람객수 46만 명, 2016년에는 75만 명을 기록하였다.

## 시설과 운영

### 시설
미술관 내외부의 공간은 전체와 부분, 인공과 자연, 전통과 현대 사이의 조화를 이루며 방문객에게 다양한 공간적 경험을 제공하도록 의도되었다. 건물 전면은 한국의 전통 보자기에서 영감 받은 스테인드 글라스로 장식되어 있으며, 2-3층에 정원을 향해 둘러있는 휴식 공간은 전시관람 중 쉬어가는 공간으로 사용되고 있다.
1층은 정원, 주차장을 포함해 리셉션, 수장고, 회의실 등으로 이용되고 있고, 2층과 3층은 180평의 전시실과 사무실이 위치해 있으며, 4층까지 전시실이 이어진다. 4층 외부에는 발코니가 있는데 탁 트인 전망으로 인왕산과 멀리 북한산까지 보인다. 미술관 외부에는 미술관 전용카페 '미술관옆집'이 있다. 총면적 470m²의 2층 규모의 건물에 옛 단독주택의 실내장식과 정원을 보존한 곳으로 음료와 베이커리, 디자인 상품을 판매하고 있다. 1층에는 실내 온실이 설치되어 있으며 여러 종의 수목으로 장식되어 있다.

### 운영
대림미술관의 개관 시간은 평일과 일요일 오전 10시부터 오후 6시까지, 금요일과 토요일은 연장 개관으로 오후 8시까지 운영되며, 월요일과 설날, 추석 연휴에는 휴관한다. 미술관옆집은 오전 9시부터 오후 8시까지 운영되며 설날과 추석에만 쉰다. 요금의 경우 성인은 8000원, 학생 5000원, 미취학 아동은 3000원이며 온라인 회원이나 단체관람, 어르신, 장애인인 경우에는 할인이 적용된다. 유모차 입장은 제한된다.
대림미술관 앱을 통해 모바일 오디오 가이드를 이용할 수 있으며, 도슨트 가이드 역시 시간제로 운영된다. 단체 관람에 한해서도 특별 도슨트 가이드가 이뤄지고 있으며, 가족 관람객을 위한 패밀리 가이드도 진행되고 있으나 예약은 필수이다.

## 교통
지하철
- 서울 지하철 3호선 경복궁역 3번, 4번 출구

버스
- 서울지방경찰청 정류장 (171, 272, 606, 706, 7025)
- 파파이스앞 정류장 (7212, 1020, 1711, 7016, 7018)
- 할리스커피앞 정류장 (7212, 1020, 1711, 7016, 7018, 7022)

## 같이 보기
- 디뮤지엄
- 서울특별시의 미술관 목록